# Касимзаде, Мурад Салман оглы
Мурад Салман оглы Касимзаде (азерб. Murad Qasımzadə; 15 марта 1915, Дедели — ноябрь 2010, Баку) — доктор технических наук, профессор, полковник, Заслуженный деятель науки и техники Азербайджанской республики, Заслуженный изобретатель Азербайджанской ССР.

## Биография
Мурад Салман оглы Касимзаде родился в 1915 году в крестьянской семье в селе Дедели Джебраильского уезда Елизаветпольской губернии.
Окончил с отличием Московский энергетический институт им. В. М. Молотова по специальности «Передача электрической энергии и объединение систем» с квалификацией инженер-электрик. В 1938-1948 годах военную службу проходил в Краснознаменной Каспийской флотилии на различных должностях, в том числе возглавлял спецотдел по размагничиванию судов. Эта служба занималась охраной военных, гражданских, морских, речных судов от немецких подводных магнитных мин.

## Семья
Супруга — Зарифа Керимова. Сыновья Касимзаде Октай Мурад Оглы и Касимзаде Токай Мурад Оглы

## Научная деятельность
В 1971 году Касимзаде защитил докторскую диссертацию, в 1973 году получил звание профессора.
Автор более 100 научных работ, 2 монографий, 20 изобретений.

### Избранные труды
- Касимзаде М. С. и др. Электрокинетические преобразователи информации. — М.: Энергия, 1973. — 98 с.
- Касимзаде М. С. Сборник задач и упражнений по основам электротехники и электрооборудованию надводных кораблей. — Баку, 1967.

## Награды
За боевые заслуги 01.02.44 года был награждён орденом «Красной звезды». Заслуженный деятель науки и техники Азербайджанской республики, Заслуженный изобретатель Азербайджанской ССР, Ветеран войны и труда, Заслуженный энергетик СНГ — за боевые и трудовые заслуги удостоен 4 орденов и 15 медалей.
- 1944 — орден Красной Звезды
- 1967 — Орден Дружбы народов
- 1985 — медаль «Ветеран труда»